# 普勒斯贝格
普勒斯贝格是德国巴伐利亚州的一个市镇。总面积74.23平方公里，总人口3350人，其中男性1691人，女性1659人（2011年12月31日），人口密度45人/平方公里。